# Виноградне (Пологівський район)
Виногра́дне (в минулому — Альт-Нассау, Лютеранське, Стрепетівка, № 3) — село в Україні, у Молочанській міській громаді Пологівського району Запорізької області. Населення становить 410 осіб. До 2020 орган місцевого самоврядування — Виноградненська сільська рада.

## Географія
Село Виноградне знаходиться на правому березі річки Молочна, нижче за течією на відстані 2,5 км розташоване село Благодатне, вище за течією на відстані 0,5 км і на протилежному березі — місто Молочанськ. Річка в цьому місці звивиста, утворює лимани та стариці.

## Історія
Село Лютеранське (Альт-Нассау) засноване в 1804 році 60-ма сім'ями переселенців із Польської Пруссії (вихідці із провінції Нассау-Узинген). В 1945 році — було перейменовано у село Виноградне.
За переписом 1897 року кількість мешканців становила 617 осіб (322 чоловічої статі та 295 — жіночої), з яких 82 — православної віри, 472 — протестантської.
12 червня 2020 року, відповідно до Розпорядження Кабінету Міністрів України від № 713-р «Про визначення адміністративних центрів та затвердження територій територіальних громад Запорізької області», увійшло до складу Молочанської міської громади.
19 липня 2020 року, в результаті адміністративно-територіальної реформи та ліквідації Токмацького району, селище увійшло до складу Пологівського району.

## Економіка
- «Мирний», сільськогосподарський виробничий кооператив.

## Об'єкти соціальної сфери
- Школа I—II ст.
- Будинок культури.